# Školjić Veli (Krk)
Školjić Veli, Veliki Školjić ili još Školj, Školjić, Kirinčić, je nenaseljeni otočić u hrvatskom dijelu Jadranskog mora. Administrativno pripada općini Dobrinju. 

## Smještaj
Nalazi se u uvali Soline, ujezerenom zaljevu na istočnoj obali otoka Krka. Smješten je u sredini uvale Soline, točno nasuprot mjestu Klimnu, sjevereno od sjevernog kraja Čižića, sjeverozapadno od Klimna i sjeveroistočno od Solina. Zaštićen je sa svih strana od otvorenog mora.

## Obilježja
Veli Školjić je nizak, a najviša točka su ruševine neke davne građevine, zbog kojih je lako uočljiv.
More oko Školjića je plitko, kao i cijela uvala Soline, s najvećom dubinom od 7 m. Istočno je neoznačena plićina dubine samo 1 m. Dno je muljevito pa je sidrenje pogodno.
Površina otoka je 4816 m2, duljina obalne crte 256 m, a visina ? metra.

## Vanjske poveznice
- Peljar